# USS Northampton (CLC-1)
USS Northampton (CLC-1) byla velitelská loď námořnictva Spojených států amerických. Vznikla přestavbou rozestavěného těžkého křižníku třídy Oregon City. Ve službě byla v letech 1953–1970.

## Stavba

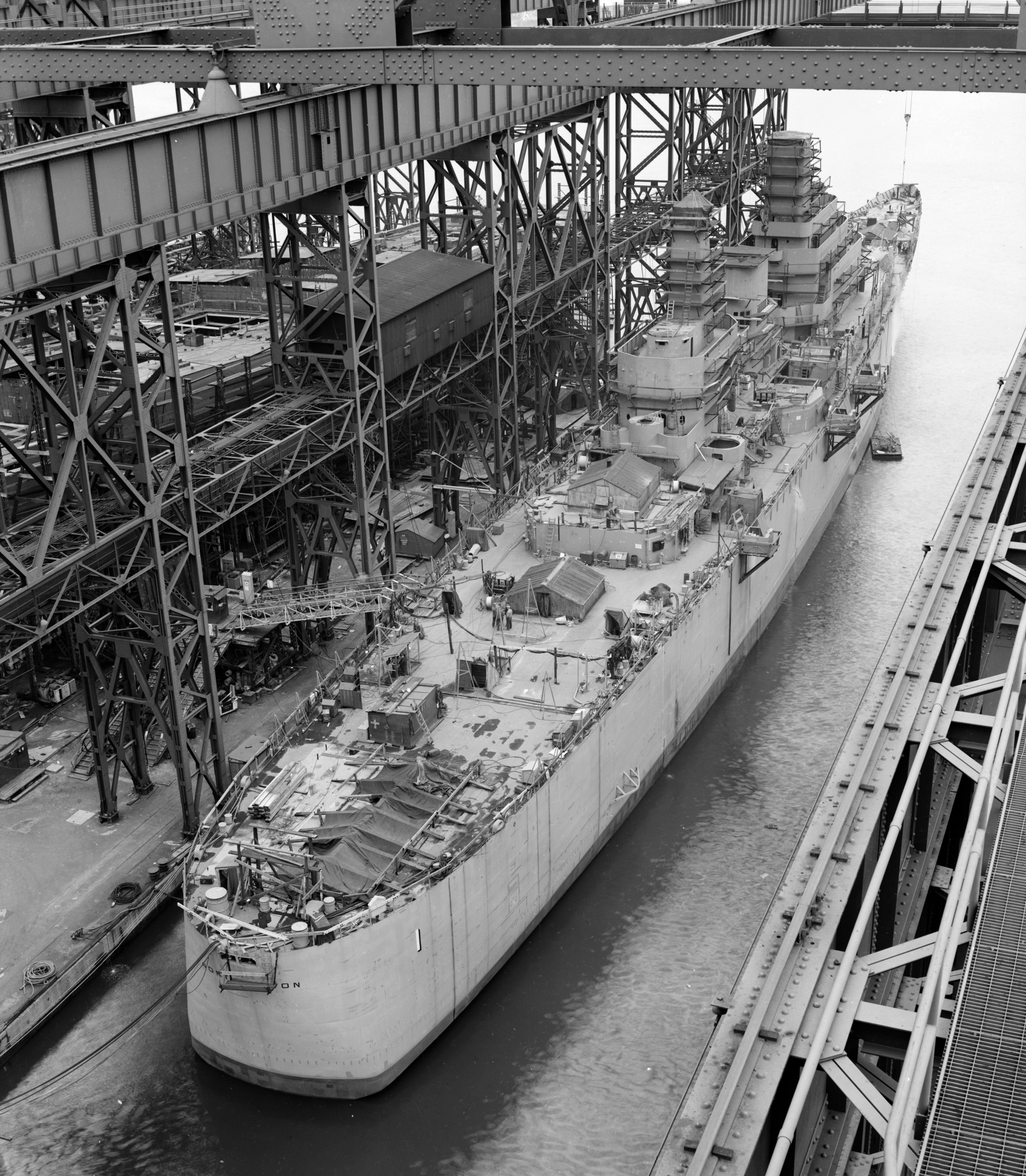
USS Northampton během stavby

Kýl těžkého křižníku Northampton (CA-125) byl založen 31. srpna 1944 v americké loděnici Fore River společnosti Bethlehem Steel Corp, v Quincy. Kvůli končící válce se křižník stal nadbytečným a jeho stavba byla od srpna 1945 do července 1948 pozastavena. Křižník byl v té době dokončen z 56,2 %. Následně bylo rozhodnuto jej dokončit jako velitelskou loď (CLC-1). Na vodu byl spuštěn 27. ledna 1951 a do služby zařazen 7. března 1953.

## Konstrukce

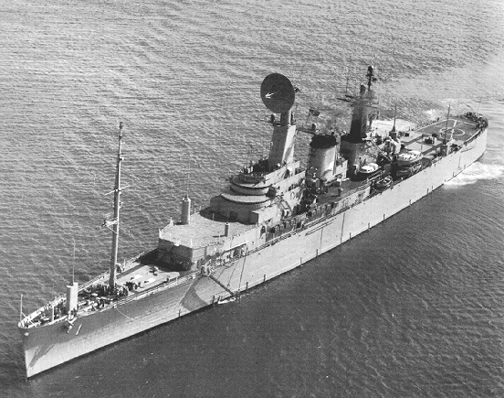
USS Northampton (CLC-1)

Plavidlo bylo vybaveno radary SPS-2, SPS-3, SPS-6 a SPS-8. Výzbroj tvořily čtyři 127mm kanóny v jednohlavňových věžích a osm 76mm kanónů ve dvouhlavňových věžích. Pohonný systém tvořily čtyři kotle Babcock & Wilcox a parní turbíny General Electric o výkonu 120 000 hp, pohánějící čtyři lodní šrouby. Nejvyšší rychlost dosahovala 32,8 uzlu. Dosah byl 7000 námořních mil při rychlosti 20 uzlů.

## Služba
Po přijetí do služby roku 1953 byl Northampton vlajkovou lodí různých námořních uskupení. Roku 1961 se jeho označení změnilo na CC-1. Roku 1970 byl vyřazen. Roku 1977 byl prodán do šrotu.